# نويل دروين
نويل دروين هو سياسي كندي، ولد في 7 يوليو 1912، وتوفي في 5 أكتوبر 2001 في Saint-Isidore, Chaudière-Appalaches ‏ في كندا. نشط حزبياً في الحزب الكندي التقدمي المحافظ. وقد انتخب عضو مجلس العموم الكندي.